# Abandon All Ships
Abandon All Ships — канадський гурт, що грає в жанрі електронікор. Був заснований у 2006 році. Гурт випустив мініальбом у 2009 році, а після підписування контракту з Universal Music Group випустив два альбоми: Geeving і Infamous у 2012 році.

## Історія

### Формування та поява на Disband (2006—2009)
Abandon All Ships було засновано в 2006 році в місті Торонто, столиці провінції Онтаріо в Канаді, спочатку гурт грав кавер-версії пісень американського гурту Norma Jean. Більшість учасників гурту навчалась у католицькій середній школі ім. Данте Аліг'єрі, в тому числі й головний вокаліст гурту Анджело Айта, клавішник Себастьян Кассісі-Нуньєс та Девід Стівенс, який був в той час гітаристом. Саме в такому складі розпочалася їх кар'єра й вони почали концертну діяльність, врешті-решт, до цього складу приєдналися їх друзі з Торонто Мартін Брода та Франческо Паллотта, які зайняли місця ударника та бас-гітариста відповідно. Приблизно в 2007 році до гурту приєднався Нік Фіоріні, який почав грати у колективі на ритм-гітарі. До 2008 року гурт випустив лише чотири демо пісні онлайн: «Megawacko», «When Dreams Become Nightmares» («Коли мрії стають нічними кошмарами»), «Brendon's Song» («Пісня Брендона») та «Pedestrians Is Another Word for Speedbump». Після здобуття популярності в Торонто, гурт зрештою починає гастролювати і стає відомим для більшої кількості знаменитих гуртів свого жанру, таких як Silverstein та ін, в межах усієї країни. Наприкінці 2008 року Нік Фіоріні покинув гурт і був замінений на Ендрю Паяну. Саме в цей час Abandon All Ships записав свій перший альбом, який мав отримав аналогічну назву («Abandon All Ships (EP)»).
Abandon All Ships вважали християнським гуртом, але це твердження доволі спірне через регулярне використання гуртом ненормативної лексики у своїх піснях, саме тексти пісень зрештою і спричинили суперечки, в яких пролунала теза, що в той час як більшість учасників колективу є християнами, групу все ж не слід вважати християнською. Abandon All Ships швидко став популярним в Інтернеті у соціально-мережевому вебвузлі Myspace, і отримали ще більшої популярності на зорі своєї музичної кар'єри після їх появи на канадському каналі MuchMusic у телевізійній програмі «Disband» (програма про музичні гурти).

### «Geeving» (2009—2010)
Наприкінці 2009 року Девід Стівенс і Франческо Палотта вирішили залишити гурт. Кайлер Браун претендував на роль головного гітариста гурту, а також брат Ендрю Паяну, Деніел Паяно, своєю чергою претендував на роль ударника. На початку 2010 року гурт підписав контракт з лейблами Underground Operations, Rise Records та Velocity Records. Вони випустили свій перший сингл «Take One Last Breath» раніше «Pedestrians Is Another Word for Speedbumps» 29 червня 2010 року; онлайн прем'єра музичного відео відбулася того ж дня. Вони грали в 2010 на Bluesfest в Оттаві, провінція Онтаріо. На фестивалі вони зіграли кілька нових пісень, в тому числі «Geeving», «Guardian Angel», останній з яких вони виконали разом з Оленою Катіною (рос. Лена Катина) з російської поп-групи Тату, «Maria (I Like It Loud)», та їх перший сингл «Take One Last Breath». Всі вище вказані композиції увійшли до нового новому альбому гурту під назвою «Geeving».
Сингл «Megawacko 2.0» вийшов на iTunes 24 серпня 2010 року, разом з прем'єрою музичного відео на каналі MuchMusic того ж дня. У вересні того ж року «Bro My God» також презентували за допомогою потокового відео. Abandon All Ships завдяки їх зростаючою популярністю були включені до Monument туру, який відбувався з 29 жовтня по 5 грудня 2010 року, з гуртами Miss May I, Sleeping with Sirens, The Crimson Armada та Bury Tomorrow.

### Нестабільність зі складом,Infamous(2011—2012)
24 січня 2011 року соло-гітарист Кайлер Броун покинув гурт. Броун залишив коментар на своїй сторінці у Facebook: «Я залишив AAS через свої особисті причини ніколи не маючи особистих претензій до жодного з виконавців у гурті. Всі хлопці залишилися для мене братами, однак моє серце більше не належить цьому гурту. Я дякую вам усім за всю любов і підтримку, і я бажаю вам всього найкращого.» Місце Броуна під час гастролей зайняв головний гітарист гурт Деніел Кіккотеллі. Abandon All Ships брали участь в Vans Warped Tour 2011 року для обраних дат на східній частині в окремі дні у другій половині доби.
14 липня 2011 року брати Паяну, (ритм-гітарист) Ендрю і (ударник) Деніел, покинули гурт. Решта учасників пояснили це так «Ну, якщо ви ще не чули новину, Ендрю та Ден Паяну більше не будуть виступати в Abandon All Ships з особистих причин, і я не хотів би торкатися даної теми зараз».
18 січня 2012 року гурт оголосив про те, що вони записують другий студійний альбом. Було оголошено, що новий альбом матиме назву «Infamous» («Ганебний») і він вийшов 3 липня 2012 року. Відео на заголовний трек вийшло першого травня, серед колег по музичному напрямку та друзів колективу було назване як «дуже Торонто» («very Toronto»).
29 листопада 2012 гурт оголосив про короткий Європейський/британський тур, що почався в березні, разом з For the Fallen Dreams, Dream On, Dreamer та No Bragging Rights. 14 грудня барабанщик Кріс Тейлор у відео на YouTube оголосив, що він покинув гурт.
5 серпня оголосив, що візьме участь у короткому турі разом з Dance Gavin Dance і Stolas починаючи з кінця серпня і 15-го числа того ж місяця, гітарист колективу Ден Кікко оголосив, що він покинув гурт, щоб почати сольну кар'єру.

### «Malocchio» та розпад гурту
20 грудня 2013 року гурт оголосив про свій третій повноформатний альбом під назвою Malocchio, який вийшов у 2014 році. Разом з оголошенням про вихід альбому гурт виклав на YouTube перший сингл з цього альбому під назвою «Reefer Madness». 30 грудня 2013 року гурт виклав список композицій з майбутнього альбому в соціальній мережі Facebook. 25 січня 2014 року гурт оприлюднив другу композицію з майбутнього альбому під назвою «Cowboys» («Ковбої»).
Abandon All Ships оголосив про свій розпад 15 серпня 2014 року та 25 вересня в Торонто зіграв свій останній концерт разом з тодішніми та колишніми учасниками гурту. Деякі з колишніх учасників Abandon All Ships створили новий гурт під назвою Sine of the Lion. Мартін Брода також розпочав свій сольний проєкт під назвою Cherry Pools.

### Відновлення та випуск нового синглу (2016— дотепер)
Abandon All Ships відновили своє існування та випустили новий сингл під назвою «Loafting», до написання якого було залучено той же склад, що й під час запису свого дебютного альбому «Geeving», з поверненням соло-гітариста гурту Кайлера Брауна. Деніел Кіккотеллі, який в той час був соло/ритм-гітаристом під час запису «Infamous», відтоді приєднався до гурту на свою колишню позицію.

## Склад гурту
Поточний склад
- Анджело Аита — екстрим-вокал (2006—2014, 2016–теперішній час)
- Себастян Кассісі-Нуньєз — клавішник, синтезаторщик, музичний програміст, електронщик (2006—2014, 2016–теперешній час)
- Мартін Брода — чистий вокал (2006—2014, 2016–теперешній час), бас-гітарист, клавішник, фортепіано (2009—2014, 2016–теперешній час), ударник (2006—2009)
- Деніел Кіккотеллі — соло-гітарист (2011—2013, 2016–теперешній час)
- Деніел Паяно — ударник (2009—2011, 2016–теперешній час)
- Ендрю Паяно — ритм-гітарист (2008—2011, 2016–теперешній час)

Колишні члени
- Франческо Паллотта — бас-гітарист (2006—2009)
- Нік Фіоріні — ритм-гітара (2007—2008)
- Девід Стефенс — соло-гітарист (2006—2009)
- Chris Taylor — ударник (2011—2013)
- Kyler Browne — соло-гітарист (2009—2011, 2013—2014)
- Melvin Murray — ударник (2013—2014)

## Музичний стиль
Третій альбом групи включає в себе елементи з першого та другого альбомів, при цьому включена нова суміш музичних напрямків, яку приніс клавішник Себастьян Кассісі-Нуньєс, переважно електронна танцювальна музика (ЕТМ). Представник Allmusic Грегорі Хіні описав групу як «електронікор група, яка поєднує металкор з ЕТМ», до того ж він зазначив те, що гурт «поєднує в собі елементи електронної музики, постхардкору і прогресивного металу, які переплітаються в дивну суміш».

## Християнський ярлик
Попри те, в музиці групи присутні християнські мотиви як постійний елемент, Abandon All Ships не є християнською групою. Також слід зазначити, що, попри включення цих християнських тем в їх музику, тексти пісень групи також часто містять ненормативну лексику. Крім того, назва альбому, Geeving, запозичена зі слова з міського вуличного жаргону,, який безпосередньо можна тлумачити як «Більше не піклувався. Не дають лайно. Дай мені спокій. Відвали. Щасливий завдяки даванню».

## Дискографія
- Abandon All Ships (мініальбом) (2009)
- Geeving (2010)
- Infamous (2012)
- Malocchio (2014)

## Відеокліпи
- «Take One Last Breath» (2010)
- «Megawacko 2.1» (2010)
- «Geeving» (2011)
- «Infamous» (2012)
- «August» (2012)
- «Less Than Love» (2013)
- «Trapped» (2014)
- «Loafting» (2016)